# Крестьяне в царствование Петра I
Период царствования Петра I — время радикальных реформ, изменивших характер российского государства. В это время в положении русского крестьянства  произошли  сдвиги, надолго определившие и состав земледельческого класса, и формы его существования. Крестьянство не испытало коренного переустройства своего быта, но ряд отдельных мер, вызванных военными или финансовыми нуждами, имели долгосрочные последствия, для крестьянства.

## Слияние холопства и владельческих крестьян
К концу XVII века существовали две основные группы зависимого населения - владельческие (крепостные) крестьяне и холопы (юридически являвшиеся рабами). Холопы не платили налогов  .. В 1695 году указом царя Петра государство обложило  податями  обрабатываемые холопами земли, что стало этапом в наметившимся ранее процессе слияния холопов и крепостных крестьян.
Указом 1705 года на холопов распространяется рекрутская повинность. В то же время Петр разрешил холопам поступать въ военную службу без согласия владельца. В дальнейшем холопы, обрабатывавшие землю, слились без остатка с владельческими крестьянами, а холопы, выполнявшие роль слуг, превратились в социальную группу дворовых, которую законы отличали от крепостных крестьян. Слияние холопства и владельческого крестьянства в один разряд и по закону произошло в эпоху переписей и ревизий, сопровождавших введение подушной подати.

## Подушная перепись
По указу 22 января (2 февраля) 1719 года в податные списки занесли только крестьян и пашенных холопов. В последующие годы перепись ещё более расширяет свои рамки и захватывает в свои списки, или сказки, холопов всех наименований. В 1723 году в перепись занесли и всех дворовых, если даже они земли не пахали и находились только в личном услужении у господ. По указу 1723 года малолетние, «не помнящие, „чьи они прежде были“, отдавались „в вечное владение“, тем помещикам, на земле которых застала их перепись. В 1722 году, после того как были установлены штаты духовенства при церквях сельских и городских, все церковники и причетники были записаны в подушные сказки за владельцами, на землях которых они жили. В подушные списки попали также отставные солдаты, матросы, „прежних служб служилые люди“ — пушкари, затинщики, стрельцы. В качестве плательщиков подушной подати они становились в один разряд с крестьянами и потому в случае пожалования земель, на которых они жили, дворянину — делались крепостными.
Важнейшим следствием переписи, начавшейся в 1718 году, было то, что крепостные крестьяне и холопы оказались смешанными в один разряд. С этих пор исчезло на Руси холопство, слившись с владельческим крестьянством в один разряд крепостных.
В 1722 году нашло свой предел и существование вольных и гулящих людей.  Вольным, гулящим человеком считался себя вольноотпущенный и холоп, кабальный холоп, вышедший на волю по смерти господина, и всякого другого чина человек, которого выпавший из прирождённого ему разряда людей. Теперь всем этим гулящим людям приказывалось или зачисляться на военную службу, или отыскивать себе господ, которые согласились бы принять их к себе „во двор“, или быть зачисленным в черносошные (государственные) крестьяне. Те вольные люди, которые оказывались негодными к службе и не находили себе господ, ссылались на галеры.
Первая ревизия, как известно, принесла с собой подушную подать, которая шла не с земли и не со двора, а с „души“, то есть с человека. Наблюдение за их платёжной исправностью осталось по-прежнему за владельцами земли. По указу 5 (16) февраля 1722 года было приказано „подушные деньги платить самим помещикам, а где самих помещиков нет, их приказчикам и старостам“. В случаях непоступления в срок подушных платежей приказывалось в такие деревни „посылать экзекуцию и велеть немедленно править на помещиках“. С 1724 года владельческие крестьяне могли уходить из своих деревень на заработки и по другим надобностям не иначе, как имея при себе письменное разрешение господина, засвидетельствованное земским комиссаром и полковником того полка, который стоял в данной местности. Это увеличило власть помещиков над владельческими крестьянами. Новое состояние сельского работника получает с этого времени название  „ревизской“, души.

## Положение крепостных крестьян
Крестьяне с этого времени стали разделяться на несколько категорий, а именно крепостных, монастырских и государственных крестьян. Все три разряда были записаны в ревизские сказки и обложены одним налогом.
Законодательство Петра I пробовало сделать кое-какие смягчения крепостного состояния, создавая даже возможность выхода из него. Так, было дозволено дворовым людям поступать в солдаты и без согласия господина. Крестьянам, которые вели торговлю в крупных размерах, было разрешено приписываться к городам даже вопреки желанию помещика, и помещик не мог при этом брать с них оброка больше, чем с остальных (указ 7 сентября 1723 г.). В целях развития кораблестроения в Петербурге всем плотникам, „которые бывали у судовых работ…чьи б оные не были“, была предоставлена возможность записаться в ряды „вольных плотников“ (эти плотники должны были селиться в Петербурге на Охте, где для них были выстроены избы). При этом плотники и их семьи автоматически освобождались из крепостного состояния. . Был издан указ, что если помещик относился к числу „беспутных мотов и разорителей“, то его имения следовало отбирать и отдавать близким родственникам. Было уничтожено право помещиков, при взыскании с них долгов, ставить за себя на правёж своих крепостных. Пётр I также поручил Сенату, при подготовке нового Уложения (которое должно было заменить „Соборное уложение“) принять меры против безобразных форм торговли крестьянами — „Обычай есть в России, что крестьян и деловых и дворовых людей мелкое шляхетство продает врознь, как скотов — кто похочет купить, чего во всём свете не водится… И Его Величество указал оную продажу людей пресечь, а ежели невозможно будет вовсе пресечь, то хотя бы по нужде и продавали целыми фамилиями, или семьями, а не порознь“. Но данное указание осталось пустым звуком, так как новое Уложение не было составлено (медленно шедшее составление законов прекратилось после смерти Петра).

## Государственные крестьяне
Категория государственных, или казённых крестьян появилась в итоге осуществления податной реформы 1723 г. в результате объединения разных групп лично свободного крестьянства (черносошных, ясачных и т. д.). Предположительно, образцом для юридического определения данной группы послужили коронные крестьяне в Швеции. На момент переписи 1724 г. государственные крестьяне составляли 24 % населения (в дальнейшем их доля в населении увеличивалась — в 1858 г. государственные кр. составляли 45 % населения на территории, охваченной первой ревизией). Юридически государственные крестьяне рассматривались как „свободные сельские обыватели“. Помимо подушной подати, государственные крестьяне платили денежный оброк государству. Государственные крестьяне, в отличие от владельческих, рассматривались как юридические лица — они могли выступать в суде, заключать сделки, владеть собственностью. Земля, на которой работали такие крестьяне, считалась государственным владением, но за крестьянами признавалось право пользования — на практике крестьяне совершали сделки как владельцы земли.
Но при этом государственные крестьяне были прикреплены к общине, и могли быть пожалованы частным лицам в качестве крепостных. Практику раздачи государственных крестьян в частные руки отменил Александр I в 1801 г., однако и ранее пожалования русских государственных крестьян частным лицам случались исключительно редко (а на Севере и в Сибири — никогда). Как правило, дворянам раздавали дворцовых крестьян (то есть, крестьян, населяющих личные царские вотчины) и крестьян с завоеванных земель.
Сословная политика Петра I (запрет на владение крепостными для недворян) предотвратила введение крепостного права на русском Севере.

## Однодворцы
Обычно однодворцев включают в состав государственных крестьян, однако их положение было особым. Однодворцами назывались прямые потомки мелких служилых людей, поселённых правительством каждый на отдельном участке по всей военной границе Московского государства. В середине XVII века этих поселенцев сменяют на продвинувшейся дальше в степь границе малороссийские полки и с 1713 года — учреждённая Петром ландмилиция, набиравшаяся и из однодворцев. Военная служба людей, поселённых между Тульской и Белгородской оборонительными линиями, перестала быть нужной на месте, так как опасность отодвинулась далеко на юг. Тогда Пётр указом записал этих старых служилых людей в подушный оклад и превратил их, таким образом, в особый разряд крестьян. Однодворцы платили подушную подать и денежный оброк государству, но в остальном имели практически такие же права, как дворяне (в частности, могли иметь крепостных). У однодворцев отсутствовала община, и они не были связаны круговой порукой (частичное введение общины у однодворцев произошло лишь в XIX веке) В случае военной угрозы однодворцы должны были формировать ландмилицию.

## Община
Ужесточение фискальной политики при Петре I привело к усилению позиций общины, как административной единицы. Крестьяне в общине ещё с XVI века были связаны круговой порукой (они должны были выплачивать сумму налогов за тех односельчан, которые по каким-то причинам не платили подати). Ужесточение контроля над поступлением налогов со стороны государства способствовало возрастанию власти общины на местах.
В царствование Петра продолжилось распространение возникшей в XVII веке передельной общины. Этот процесс был связан с увеличением плотности крестьянского населения,. Распространённый взгляд о влиянии на формирование передельной общины введения подушной подати, по-видимому, не вполне обоснован.

## Результаты сословной политики Петра для крестьян
Следствием реформ Петра, коснувшихся как прямо, так и косвенно землевладельческого населения России, было прежде всего объединение класса землевладельцев. Теперь он распадается только на две больших группы — крестьян, крепостных своим владельцам, и некрепостных крестьян, плативших налоги государству. Те и другие записаны в общие ревизские сказки и все платят подушную подать. До Петра, когда подать была поземельной и размер её определялся размером пашни, крестьяне старались уменьшать запашку, чтобы меньше платить. Когда в XVII веке подать стали брать со двора, крестьяне расширили дворы, скучиваясь на одном, чтобы достичь таким путём уменьшения казённой подати. Перенос подати со двора на самого работника дал возможность крестьянам пахать больше земли и освободил их от необходимости сокращать собственную предприимчивость, прячась от подати во дворе. До Петра и до введения подушной подати при нём у крестьян считалось недосягаемым благом иметь возможность разрабатывать надел в шесть десятин. К концу XVIII века обычным явлением в русском крестьянстве являются наделы в десять десятин. В этом обстоятельстве можно видеть положительное значение земледельческих и податных реформ Петра.
С другой стороны, реформы Петра ухудшили положение владельческих крестьян в смысле большей зависимости их от помещиков. 
При Петре создалась новая разновидность зависимых земледельцев — крестьян, приписанных к мануфактурам. Эти крестьяне в XVIII веке получили название посессионных. Указом 1721 года было разрешено дворянам и купцам-фабрикантам покупать деревни к мануфактурам. Купленные к мануфактуре с деревней крестьяне считались не собственностью владельцев фабрики, а как бы живым инвентарём, живой рабочей силой самих фабрик, прикреплялись к этим фабрикам и заводам, так что владелец мануфактуры не мог ни продавать, ни закладывать крестьян отдельно от фабрики.

## Меры по развитию сельского хозяйства
Важной для крестьянства мерой Петра был указ 11 мая 1721 г, вводивший в практику жатвы хлеба литовскую косу, вместо традиционно употреблявшегося в России серпа. Для распространения этого новшества по губерниям было разосланы образцы «литовок», вместе с инструкторами из немецких и латышских крестьян. Так как коса давала десятикратную экономию труда при жатве, то данное нововведение за короткий срок получило широкое распространение, и стало частью обычного крестьянского хозяйства.
Другие меры Петра по развитию сельского хозяйства включали распространение среди землевладельцев новых пород скота — голландских коров, мериносных овец из Испании, создание конских заводов. На южных окраинах страны были предприняты меры по насаждению виноградников и плантаций тутовых деревьев, разбиты питомники с выписанными из Франции и Италии фруктовыми деревьями..